# Ali Pașa din Ioannina
Ali Pașa (1740 – 24 ianuarie 1822), numit în mod divers ca din Tepelena sau din Janina / Ianina / Ioannina sau Leul din Yannina, a fost un conducător otoman albanez, care a slujit ca pașa unei mari părți din vestul Rumeliei, Imperiul Otoman teritoriile europene, care a fost numit Pașalâcul Yanina. Tribunalul său era în Ioannina, iar teritoriul pe care-l conducea încorporează cea mai mare parte din Epir și din partea de vest a Tesaliei și Macedoniei grecești. Ali avea trei fii: Muhtar Pașa, care a servit în războiul din 1809 împotriva rușilor Veli Pașa, care a devenit Pașa al lui Eyalet Morea și Salih Pașa, guvernatorul orașului Vlorë.
Ali apare pentru prima dată în istorie ca lider al unei trupe de briganzi care s-a implicat în multe confruntări cu oficialii otomani din Albania și Epirus. S-a alăturat aparatului administrativ-militar al Imperiului Otoman, deținând diverse posturi până în 1788, când a fost numit pasha, conducătorul sanjakului din Ioannina. Abilitățile sale diplomatice și administrative, interesul său pentru ideile și concepțiile moderniste, pietatea sa populară, neutralitatea sa religioasă, suprimarea banditismului, răzbunarea și asprimea lui în impunerea legii și ordinii, precum și practicile sale de jefuire față de persoane și comunități, atrage atât admirația și critica contemporanilor săi, cât și o controversă continuă între istorici cu privire la personalitatea sa. În cele din urmă, căderea greșită a guvernului central otoman, Ali Pașa a fost declarat rebel în 1820 și a fost ucis în 1822 la vârsta de 82 ani. În literatura occidentală, Ali Pașa a devenit personificarea unui „despot oriental”.
Poreclele acestuia sunt „Aslan” (turcă Leu), „Leul din Yannina” și „Bonaparte Musulman”.

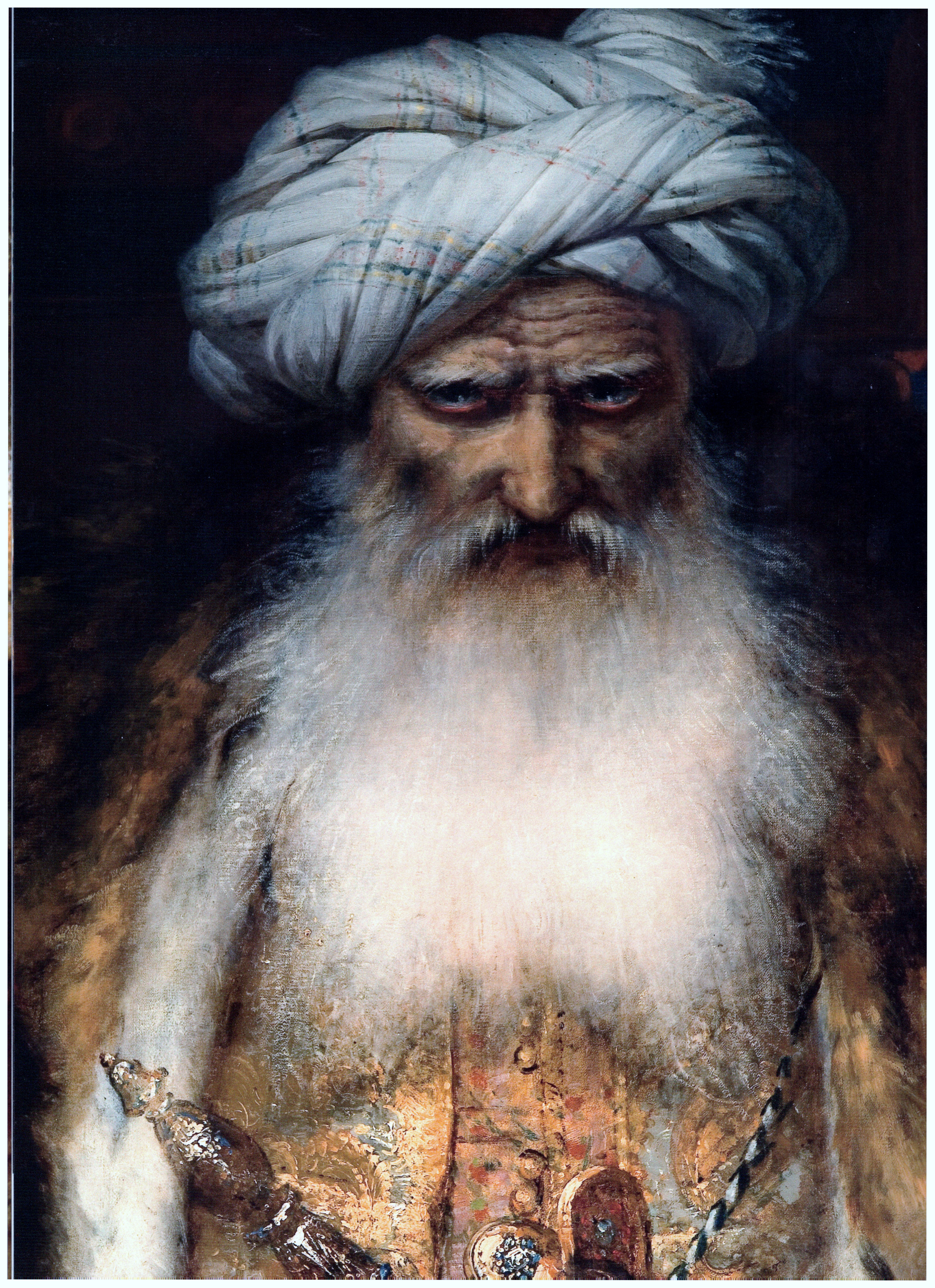
Ali Pașa pictat de Raymond Monvoisin

Ali Pașa este o figură întunecată în istoria aromânilor. El a ordonat distrugerea orașului cândva prosper Moscopole,  aromânii  fiind nevoiți să se refugieze în alte părți ale Imperiului Otoman (formând de exemplu așezarea Crușova), sau au emigrat în alte țări (în special în Principatele Dunărene), formând diaspora aromână.

## Nume
Numele lui în limbile locale au fost: albaneză Ali Pashë Tepelenjoti; aromână Ali Pãshelu; greacă Αλή Πασάς Τεπελενλής Ali Pasas Tepelenlis sau Αλή Πασάς των Ιωαννίνων Ali Pasas ton Ioanninon (Ali Pașa din Ioannina); și turcă turcă Tepedelenli Ali Paşa (turcă otomană تپهـدلنلي علي پاشا).

## Legături externe
- Materiale media legate de Ali Pașa din Ioannina la Wikimedia Commons